# Lira triestina

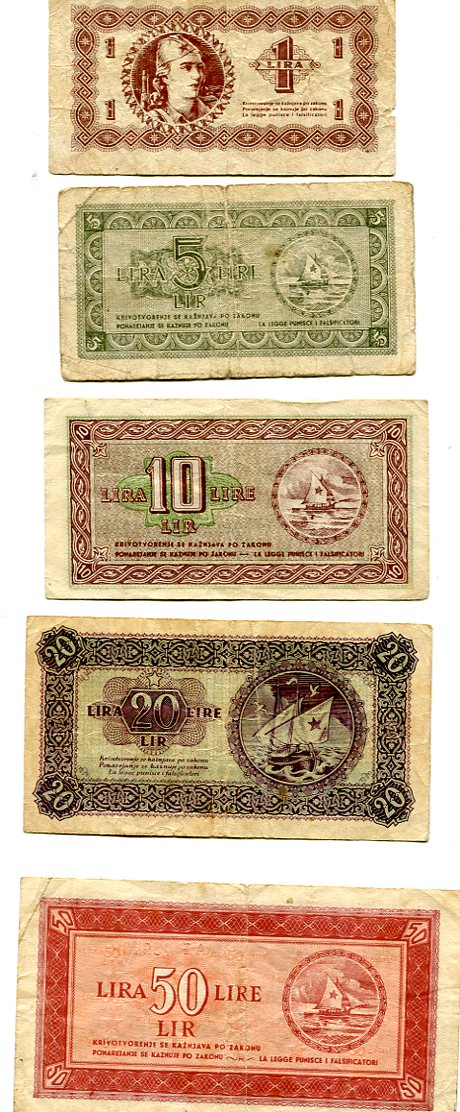

La lira triestina (en italiano: lira triestina, croata y esloveno: lira Trst; en serbio: Лира Трст, lira Trst) fue una moneda introducida por el gobernador militar yugoslavo al mando del coronel Vladímir Lenac. Aunque el nombre nunca circuló en Trieste, sí lo hizo en el área de la ocupación yugoslava de Venecia Julia y desde el 16 de septiembre de 1947, el día después de la ratificación italiana del Tratado de Paz en París permaneció vigente solo en la zona B del Territorio libre de Trieste. La moneda, introducida en sustitución forzosa de la lira italiana, duró poco, desde el 29 de octubre de 1945 hasta julio de 1949, cuando finalmente se extendió el uso del dinar yugoslavo.
La repentina introducción de esta moneda, despectiva llamada jugolira, causó pánico en la población de Istria, reduciendo a muchas familias a la pobreza y provocando una de las pocas revueltas contra las autoridades de la zona B: una huelga de los comerciantes de Koper, que terminó con una acción enérgica de las tropas yugoslavas, que mataron a dos comerciantes en una plaza, bailando el kolo alrededor de sus cuerpos.